# Sonntags Heim
Sonntags Heim liegt im Ursprungsstadtteil der sächsischen Stadt Radebeul, in der Karl-May-Straße 13. Die Villa wurde 1894 durch die Baumeister Gebrüder Ziller für den Grundstückseigentümer Franz Edmund Sonntag mit einem rückwärtigen Seitenflügel errichtet und erhielt drei Jahre später an der Rückseite einen Anbau für ein Treppenhaus.

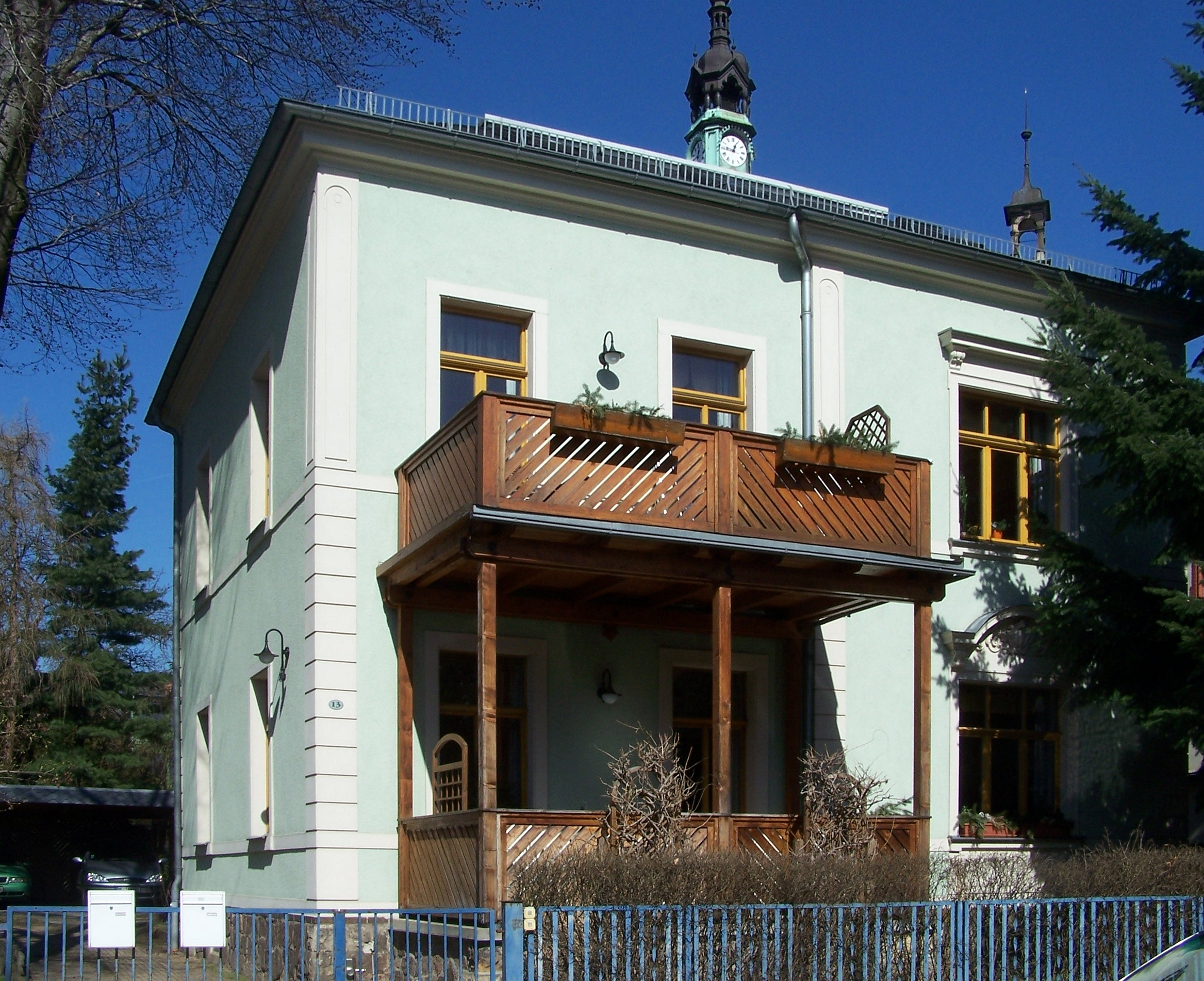
Sonntags Heim

## Beschreibung

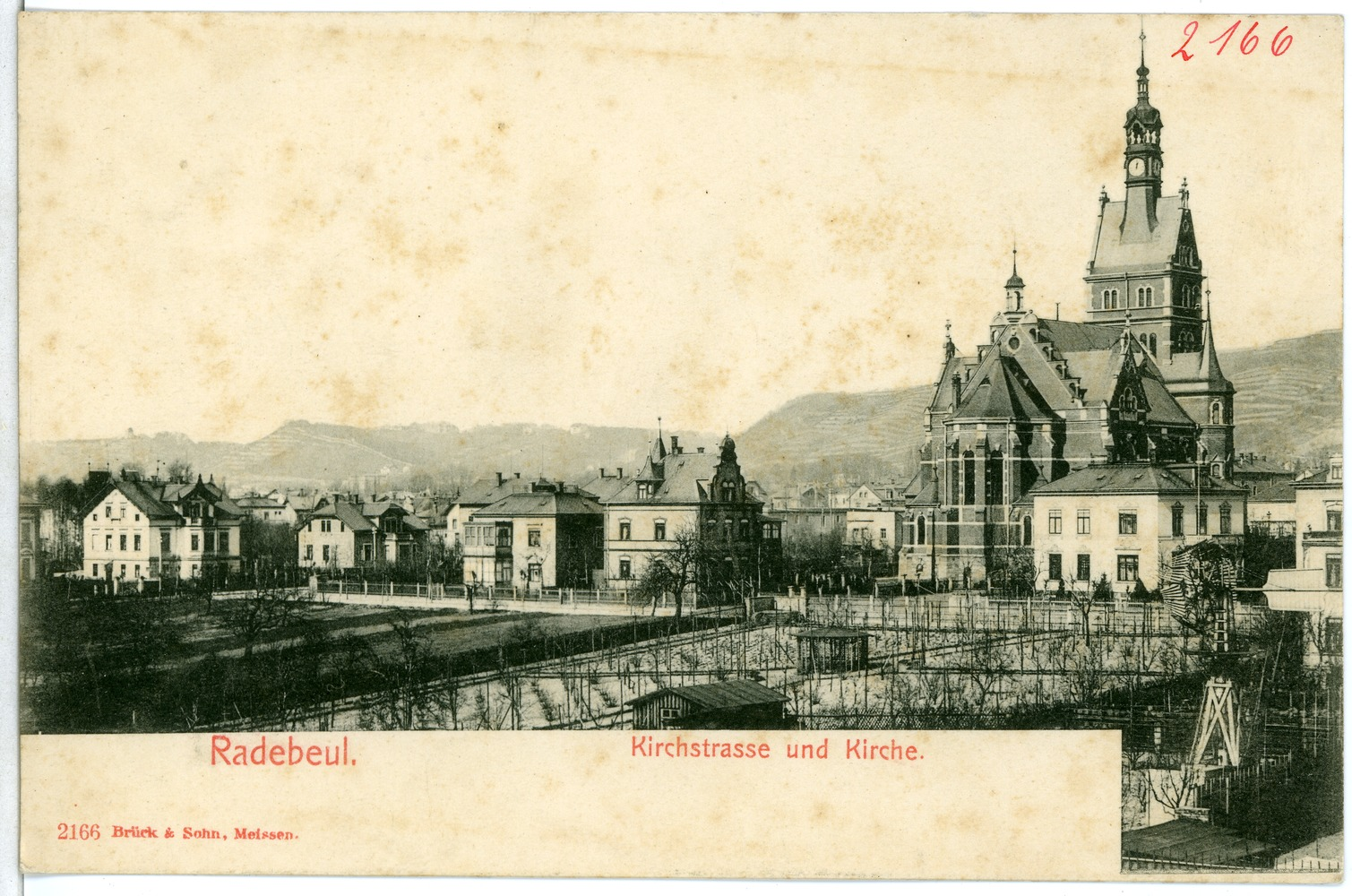
Sonntags Heim links neben dem alten Gemeinde- und Pfarrhaus (1901)

Die zweigeschossige, unter Denkmalschutz stehende Villa steht nur drei Grundstücke vom Karl-May-Museum entfernt, direkt neben dem ebenfalls denkmalgeschützten alten Pfarrhaus der Lutherkirche in deren rückwärtiger Lage.
Der Putzbau hat ein flaches, abgeplattetes Walmdach und steht auf einem Bruchsteinsockel. Das Gebäude wird durch, teils genutete, Ecklisenen, Fenstergesimse und dezente Stuckornamente verziert, die Fenster werden von Sandsteingewänden eingefasst.
Die dreiachsige Hauptansicht zur Straße zeigt auf der rechten Seite einen nur flach hervortretenden Seitenrisalit, in dem sich breit ausgebildete Fenster mit darüberliegenden unterschiedlichen Verdachungen befinden. Die sich auf der linken Seite befindliche Veranda mit Austritt obenauf wurde in jüngster Zeit erneuert.